# Apchisit Vedžadžíva
Apchisit Vedžadžíva (thajsky อภิสิทธิ์ เวชชาชีวะ, * 3. srpna 1964, Newcastle upon Tyne, Spojené království) je thajský politik, od 17. prosince 2008 do 5. srpna 2011 byl premiérem Thajska. Od února 2005 je také šéfem Demokratické strany.
Vystudoval Eton College a posléze získal bakalářský titul z filosofie a politologie a magisterský titul z ekonomie na Oxfordské univerzitě. Je ženatý a má dvě děti.